# Bill Waller
William Lowe « Bill » Waller, Sr., né le 21 octobre 1926 dans le comté de Lafayette et mort le 30 novembre 2011 à Jackson, est un homme politique américain.
Membre du Parti démocrate, il est gouverneur du Mississippi de 1972 à 1976.